# شرادها
شرادها (سانسکریت: श्राद्ध) هر عملی است که با تمام صداقت و ایمان مطلق به آن انجام شود. در دین هندو، مراسمی است که شخص برای ادای احترام به نیاکان خود (به سانسکریت: Pitṛs) به ویژه به پدر و مادر مرده خود انجام می‌دهد. از نظر مفهومی، این روشی است برای ابراز قدردانی و تشکر صمیمانه از پدر و مادر و اجدادشان که به آنها کمک کرده‌اند تا آنچه هستند باشند و برای آرامش آن‌ها دعا کنند. همچنین می‌توان آن را به عنوان روز خاطره در نظر گرفت. هر دو برای پدر و مادر به‌طور جداگانه، در «تیثی» - سالگرد مرگ آنها مطابق تقویم هندو (ویکرم سموت) انجام می‌شود.